# ترور رابین
ترور رابین (به انگلیسی: Trevor Charles Rabin) (زاده ۱۳ ژانویه ۱۹۵۴) آهنگساز، خواننده آفریقای جنوبی-آمریکایی است.
از فیلم‌های معروف او می‌توان به آهنگسازی در فیلم هواپیمای محکومین اشاره کرد.